# Divundu
Divundu ist ein Dorf im Wahlkreis Ndiyona in der Region Kavango-Ost im Nordosten Namibias. Die Ansiedlung liegt 1090 Meter über dem Meeresspiegel. Divundu liegt knapp 200 Kilometer östlich der Regionshauptstadt Rundu im geographischen Caprivizipfel  am Okavango gegenüber dem Bwabwata-Nationalpark. Die Nationalstraße B8 führt durch die Ortschaft. Divundu hat (Stand 2023) 2028 Einwohner auf einer Fläche von 3,1056 km².
Divundu verlor am 1. April 2015 den, am 15. März 2009 zugestandenen, offiziellen Status als Siedlung und wurde am gleichen Tag in den Status eines Dorfs erhoben.

## Kommunalpolitik
Bei den Kommunalwahlen 2020 wurde folgendes amtliche Endergebnis ermittelt.
| Partei    | Stimmen | Stimmenanteil | Sitze |
| --------- | ------- | ------------- | ----- |
| SWAPO     | 433 ▼   | 64,6 % ▼      | 3 ▼   |
| APP       | 100 ▲   | 14,9 % ▲      | 1 ▬   |
| IPC NEU   | 049     | 07,3 %        | 1     |
| RDP NEU   | 047     | 07,0 %        | 0     |
| PDM       | 041 ▼   | 06,1 % ▼      | 0 ▬   |
| Insgesamt | 670 ▼   | 100 %         | 5     |

## Persönlichkeiten
- Christine Mboma (* 2003), Leichtathletin